# Richard Peet
Richard Peet (6 d'abril de 1940 a Southport, Anglaterra) és catedràtic de Geografia a la Clark University (Massachusetts, EUA). La seva obra és un referent en el pensament geogràfic internacional pel seu compromís i activisme polític contra la injustícia i la desigualtat. Té una extensa obra dedicada a temes com la geografia de la pobresa, les teories del desenvolupament, el paper de la ideologia i el poder en les estratègies de les organitzacions internacionals. Algunes de les seves obres publicades són Geography of Power: The Making of Global Economic Policy (Londres: Zed Press, 2007), La maldita trinidad: FMI, BM y OMC (Laetoli, 2004), Modern Geographical Thought (Blackwell, 1998) o Global Capitalism: Theories of Societal Development (Routledge, 1991), entre molts d'altres. Fou el director (1970-1985) de la revista Antipode: a Radical Journal of Geography i des del 2008 dirigeix la revista universitària Human Geography.